# Zolt Pete
Zolt Pete est un joueur de tennis de table serbe né le 30 novembre 1987. Il est le premier serbe à remporter une étape du Pro-tour. Il s'agit de l'open de Biélorussie dans lequel il a triomphé le 31 mai 2009. Il est classé no 92 mondial en 2010.